# Попко, Павел Иванович
Па́вел Ива́нович Попко́ (бел. Павел Іванавіч Папко; род. 11 сентября 1983, Барановичи, Барановичский район, Брестская область, БССР, СССР) —  белорусский государственный и политический деятель, депутат Палаты представителей Национального собрания VII и VIII созывов.

## Биография
Родился 11 сентября 1983 года в городе Барановичи, Белоруссия. Образование высшее — с отличием окончил Барановичский государственный университет по специальности «иностранный язык (английский), белорусский язык и литература», магистратуру Белорусского государственного педагогического университета по специальности «теория и методика обучения и воспитания (учащейся и студенческой молодежи)», Республиканский институт высшей школы по специальности «менеджмент учреждений профессионального образования», Академию управления при Президенте Республики Беларусь по специальности «государственное и местное управление».
Работал с 2006 по 2019 годы преподавателем-стажёром, преподавателем кафедры теории и практики английского языка, заместителем декана по воспитательной работе, начальником отдела воспитательной работы с молодежью, проректором по воспитательной работе Барановичского государственного университета. Являлся депутатом Брестского областного Совета депутатов 28-го созыва.
25 февраля 2024 года избран Депутатом Палаты представителей Национального собрания Белоруссии на второй срок.

## Депутат Палаты представителей

### VII созыв (6 декабря 2019 — 21 марта 2024)
Во время функционирования Палаты представителей VII созыва являлся членом Постоянной комиссии по труду и социальным вопросам.
Законопроекты:
- «О ратификации Соглашения об обмене информацией о товарах и транспортных средствах международной перевозки, перемещаемых через таможенные границы Евразийского экономического союза и Китайской Народной Республики»;
- «О ратификации Соглашения между Правительством Республики Беларусь и Правительством Арабской Республики Египет о сотрудничестве и взаимной помощи в таможенных делах»;
- «О ратификации Протокола о внесении изменений в Договор о Евразийском экономическом союзе от 29 мая 2014 года»;
- «Об изменении Закона Республики Беларусь «О торгово-промышленной палате»;
- «О ратификации Соглашения между Правительством Республики Беларусь и Правительством Республики Никарагуа о взаимной отмене визовых требований»;
- «Об изменении Закона Республики Беларусь «О международных договорах Республики Беларусь»[4].

### VIII созыв (с 22 марта 2024 года)
Во время функционирования Палаты представителей VIII созыва является членом Постоянной комиссии по международным делам.

## Выборы
| Кандидат                    | Кандидат                     | Субъект выдвижения                | Голосов | %     |
| --------------------------- | ---------------------------- | --------------------------------- | ------- | ----- |
|                             | Попко, Павел Иванович        | Беспартийный                      | 31 385  | 67,11 |
|                             | Август, Дмитрий Васильевич   | Беспартийный                      | 5430    | 11,61 |
|                             | Гузовский, Чеслав Францевич  | Партия «Справедливый мир»         | 2881    | 6,16  |
|                             | Малащенко, Татьяна Сергеевна | Объединённая гражданская партия   | 2113    | 4,52  |
|                             | Конопляник, Елена Сергеевна  | Либерально-демократическая партия | 881     | 1,88  |
| Против всех                 | Против всех                  | Против всех                       | 3590    |       |
| Недействительных бюллетеней | Недействительных бюллетеней  | Недействительных бюллетеней       | 485     |       |
| Всего                       | Всего                        | Всего                             | 46 765  | 100   |
| Явка избирателей            | Явка избирателей             | Явка избирателей                  | 60 716  | 77,02 |

| Кандидат                    | Кандидат                  | Партия              | Голосов | %   |
| --------------------------- | ------------------------- | ------------------- | ------- | --- |
|                             | Попко, Павел Иванович     | Партия «Белая Русь» |         |     |
|                             | Тарасова, Юлия Николаевна | Партия «Белая Русь» |         |     |
| Против всех                 |                           |                     |         |     |
| Недействительных бюллетеней |                           |                     |         |     |
| Всего                       | Всего                     | Всего               |         | 100 |
| Явка избирателей            |                           |                     |         |     |

## Награды
Награждён почётными грамотами Национального собрания Республики Беларусь, Брестского областного исполнительного комитета, Брестского областного Совета депутатов, Барановичского городского Совета депутатов, управления образования Барановичского городского исполнительного комитета, отдела по делам молодёжи Барановичского городского исполнительного комитета, Грамотой Белорусского республиканского союза молодёжи, имеет благодарственные письма Президента Республики Беларусь, Барановичского городского исполнительного комитета.

## Личная жизнь
Женат, воспитывает двух сыновей.